# Kosuke Kawashima
Kosuke Kawashima (japanisch 川島 功奨 Kawashima Kosuke; * 27. Mai 2002 in der Präfektur Shiga) ist ein japanischer Fußballspieler.

## Karriere
Kosuke Kawashima erlernte das Fußballspielen in der Jugend von Kyōto Sanga sowie in der Universitätsmannschaft der Kansai-Universität. Seinen ersten Vertrag unterschrieb er im Februar 2025 beim Kagoshima United FC. Der Verein aus Kagoshima spielt in der dritten Liga, der J3 League. Sein Drittligadebüt gab Kawashima am 16. Februar 2025 (1. Spieltag) im Heimspiel gegen Kamatamare Sanuki. Bei dem 1:1-Unentschieden stand er in der Startelf und wurde in der 89. Minute gegen Charles Nduka ausgewechselt.